# مقتل هيلي كرافتس
ولدت هيلي لورك نيلسن (4 يوليو 1947 - 19 نوفمبر 1986)، كانت تعمل مضيفة طيران دنماركية، قام زوجها طيار الخطوط الجوية ريتشارد كرافت بقتلها، وأدى حادث مقتلها إلى وقوع أول جريمة قتل في ولاية كونيتيكت بدون وجود لجثة الضحية. 

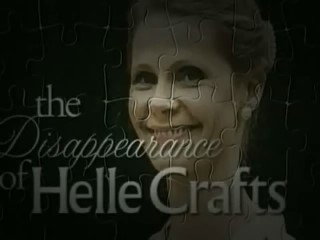
مقتل هيلي كرافتس

## واقعة الاختفاء
تزوجا هيلي نيلسن وريتشارد كرافت في عام 1979 واستقرا في مدينة نيوتاون بولاية كونيتيكت، حيث واصلت هيلي عملها كمضيفة أثناء تربية أطفالها الثلاثة. وبحلول عام 1985، علمت هيلي بعلاقات ريتشارد الغرامية وبدأت حينها بإجراءات الطلاق.
في ليلة 19 نوفمبر 1986، قام أحد الأصدقاء بتوصيل هيلي إلى منزل الزوجية، وكانت هذه هي المرة الأخيرة التي يراها فيها أحد عدا زوجها.
بعد عدة أسابيع قليلة تالية من الحادث، قام زوج هيلي باختلاق أسباب كاذبة لأصدقائها حول سبب عدم تمكنهم من الوصول إليها في كل مرة، فكان يدعي: أنها كانت تزور والدتها في الدنمارك، وأحيانًا يدعي أنه لم يكن يعرف أين هي، وأحيانًا يقول أنها كانت مع صديق في جزر الكناري.
ولأن الأصدقاء كانوا على علم بعنف ريتشارد وحدته، فإنهم كانوا يشعرون بالقلق؛ حيث أخبرت هيلي البعض منهم: «إذا وقع بي أي أمر، فلا تعتقدوا أنه حادث».